# F album
『F album』（エフ・アルバム）は、KinKi Kidsの6枚目のオリジナル・アルバム。2002年12月26日発売。発売元はジャニーズ・エンタテイメント。

## 概要
およそ1年5ヶ月ぶりにもなる6枚目のオリジナルアルバム。
2人のソロ曲は従来通り1曲ずつだが、それぞれが製作した曲を2人で歌ったものが収録された。これは初めての試みである。堂本光一自作曲のソロ、堂本剛自作曲のソロ、そしてそれぞれの自作曲を2人で歌ったもの、そしてそれぞれが作詞・作曲を共作した「愛のかたまり」である。この楽曲はシングル『Hey! みんな元気かい?』c/wに収録されていたものの別テイクであり、曲自体は新曲ではない。
初回限定盤と通常盤はジャケット違いで、初回限定盤はワイドケースに豪華フォトブック仕様、通常盤は初回限定盤とは違う写真が使用されたブックレット仕様。収録曲の相違はない。

## チャート成績
本作はデビューから続いていたオリコン週間アルバムチャートでの連続1位獲得記録が途切れた作品である。2022年現在もKinKi Kidsのアルバムとしては唯一オリコンチャートで1位になっていない作品である。

## 収録曲
※ シングル曲の解説は各シングルのページを参照。
| #         | タイトル                                   | 作詞           | 作曲               | 編曲               | 時間  |
| --------- | ------------------------------------------ | -------------- | ------------------ | ------------------ | ----- |
| 1.        | 「ルーレットタウンの夏」                   | 谷中敦         | 清水昭男           | 清水昭男           | 4:40  |
| 2.        | 「solitude 〜真実のサヨナラ〜 (New Edit)」 | K.Dino         | K.Dino             | ha-j               | 5:39  |
| 3.        | 「ライバル」                               | オオヤギヒロオ | オオヤギヒロオ     | オオヤギヒロオ     | 5:15  |
| 4.        | 「冬のペンギン」                           | 樋口了一       | 樋口了一           | 林部直樹           | 4:45  |
| 5.        | 「WINTER KILL」(歌: 堂本剛)                | 堂本剛         | 堂本剛             | 林部直樹、石塚知生 | 6:07  |
| 6.        | 「ハルカナウタ」                           | 伊勢華子       | 谷中たかし (canna) | 吉岡たく           | 4:28  |
| 7.        | 「ひらひら」                               | 堂本剛         | 堂本剛             | ha-j、吉岡たく     | 4:34  |
| 8.        | 「月夜ノ物語」(歌: 堂本光一)               | 堂本光一       | 堂本光一           | ha-j、吉岡たく     | 5:00  |
| 9.        | 「愛のかたまり (Acoustic Version)」        | 堂本剛         | 堂本光一           | 白井良明           | 4:26  |
| 10.       | 「Hey! みんな元気かい?」                   | YO-KING        | YO-KING            | F.L.P.             | 4:48  |
| 11.       | 「テノヒラ」                               | 浅田信一       | オオヤギヒロオ     | CHOKKAKU           | 5:04  |
| 12.       | 「カナシミ ブルー (New Mix)」              | 堂島孝平       | 堂島孝平           | CHOKKAKU           | 5:09  |
| 合計時間: | 合計時間:                                  | 合計時間:      | 合計時間:          | 合計時間:          | 59:55 |

### 楽曲解説
1. ルーレットタウンの夏
歌詞の内容はタイトル通り、メリーゴーランドにストーリー性を付けたもの。
2. solitude 〜真実のサヨナラ〜 (New Edit)
15thシングルのアルバムバージョン。
大部分は原曲のままだが細部のアレンジやミックスが異なる。またアウトロが、オリジナルバージョンはフェードアウトで終わるが、アルバムバージョンはカットアウトで終わるバージョンとなっている。
3. ライバル
後に自身の2007年のベスト・アルバム『39』にも収録されている。
4. 冬のペンギン
1番を剛、2番を光一、最後は2人で歌っている。このパート分けは次作『G album - 24/7 -』の「世界中のみんなで･･･」でも行われている。
光一はコーラスにも参加している。
5. WINTER KILL - 堂本剛
6. ハルカナウタ
エレクトリックギターを基調としているナンバー。
7. ひらひら
ブラスが基調になっている。こちらは剛の曲を2人で歌ったものになっている。
振付も剛が手掛けている。
後に自身の2007年のベスト・アルバム『39』にも収録されており、発売時のファン投票で27位にランクインした。
8. 月夜ノ物語 - 堂本光一
2004年の光一主演の舞台『Shocking  SHOCK』でも披露されている。
9. 愛のかたまり (Acoustic Version)
13thシングル『Hey! みんな元気かい?』カップリングのアコースティックバージョン。
10. Hey! みんな元気かい?
13thシングル。
11. テノヒラ
12. カナシミ ブルー (New Mix)
14thシングルのアルバムバージョン。

出版者　2：日本テレビ音楽株式会社、10：日音&ブライト・ノート・ミュージック、その他全曲：ブライト・ノート・ミュージック

## 映像作品
- ライバル
  - KinKi Kids Dome F Concert 〜Fun Fan Forever〜
- ハルカナウタ
  - KinKi Kids Dome F Concert 〜Fun Fan Forever〜
  - KinKi Kids Concert -Thank you for 15years- 2012-2013
- ひらひら
  - KinKi Kids Dome F Concert 〜Fun Fan Forever〜
- 月夜ノ物語
  - KinKi Kids Dome F Concert 〜Fun Fan Forever〜
  - KOICHI DOMOTO LIVE TOUR 2004 1/2